# ジャファー
- アラジン (1992年の映画) > ジャファー
- ディズニー・ヴィランズ > ジャファー

ジャファー（Jafar）は、ウォルト・ディズニー・ピクチャーズのアニメ映画『アラジン』（1992年）の架空のキャラクターである。
彼は、ブロードウェイのミュージカル版でも同じ役を演じたジョナサン・フリーマンによって声を担当されている。ジャファーはまた、続編『アラジン ジャファーの逆襲』（1994年）にも登場するが、3作目『アラジン完結編 盗賊王の伝説』（1996年）やテレビシリーズ『アラジンの大冒険』には登場しない。しかし、後者のクロスオーバー作品『ヘラクレス』の「ヘラクレスとアラビアンナイト」には再登場する。

## 製作
アニメーターのアンドレアス・デジャは、ジャファーを他のキャラクターと対照的にするため、アル・ハーシュフェルドに基づいた曲線的なデザインに対して、たくさんの縦のラインを使ってデザインすることに決めた。
ジョナサン・フリーマンは、作曲家のアラン・メンケンとハワード・アッシュマンが『リトル・ショップ・オブ・ホラーズ』のオーディションで彼に出会い、その後『リトル・マーメイド』や『美女と野獣』のオーディションにも招待した俳優である。フリーマンは、アートワークが彼を本当にジャファー役に興味を持たせたと語っている。彼は「重いまぶたの目や、長くて細い顔を見たとき、ジャファーが本当に特別なキャラクターになることを知った」と述べている。彼は最初にキャスティングされた俳優で、1年9か月間にわたって台詞の録音を行った。その間、他の俳優と対話することなく数か月が過ぎ、その後、劇場ツアーを中断してロサンゼルスに飛び、新しく書かれた台詞を録音した。デジャが初めてフリーマンに会ったとき、彼がジャファーと物理的な類似性がないことに驚いたが、フリーマンの演技やジェスチャーのいくつかをジャファーのアニメーションに取り入れた。

## 出演

### 映画

#### アラジン（1992年）
1992年の『アラジン』のアニメーション映画では、ジョナサン・フリーマンが声を担当している。アグラバーの国務大臣であり、高い知能を持つ魔法使い。
表向きはサルタンの忠臣として振る舞い、彼から最も信頼される助言者だったが、実際は魔法のランプを手に入れアグラバーを乗っ取る計画をたてる邪悪な野心家で、彼と王女のジャスミンに仕えていることを苦々しく思い、コブラの杖で催眠術を操る。赤いオウムのイアーゴが相棒。
魔法の洞窟に入れるアラジンを利用してランプを手に入れようとするが、アラジンの相棒である猿のアブーにランプを盗まれ計画は失敗。ランプの願いを使いアリ王子となって宮殿にやってきたアラジンに催眠術を見抜かれ失脚するが、アリ王子がランプを持っている(＝アラジンである)ことに気づき逃亡する。その後イアーゴにランプを盗ませジーニーの主人になると、1つ目の願いでアグラバーの支配者となり、2つ目の願いで世界最強の魔法使いとなった。抵抗を続けるジャスミンを3つ目の願いで自分に惚れさせようとするが、北の果てから帰ってきたアラジンに挑発され、3つ目の願いを使い世界最強の存在であるジーニーになる。ジーニーになった事で無限のパワーを手に入れたが、ジーニーの全てを引き継いだためランプに閉じ込められ砂漠の彼方に飛ばされた。

#### アラジン ジャファーの逆襲
『アラジン ジャファーの逆襲』では、冒頭でイアーゴの機転で地上に出ることに成功するも、アラジンへの復讐と自身の復権しか頭になく、労いもしなかったことに堪忍袋の尾が切れたイアーゴによってランプごと井戸に捨てられる。
ジャファーのランプが盗賊アビス・マルによって発見され、彼がランプからジャファーを召喚する。ジャファーはアラジンに復讐するために、アラジンに宝物を奪われたアビス・マルを言葉巧みに説得。
アラジンを殺し、宮殿を支配しようとするが、アラジンとの交流で心境の変化があったイアーゴが裏切り、ジャファーのランプを溶岩に投げ込んで破壊する。ランプに閉じ込められた魔人ははそれなしでは生き延びることができないため、ジャファーは魔法の爆発によって消滅する。その結果、ジャファーは『アラジン完結編 盗賊王の伝説』やテレビシリーズ『アラジンの大冒険』には再登場せず、他のキャラクター（主にイアーゴ）によって名前がしばしば言及されるだけとなった。

#### ディセンダント
ジャファーは『ディセンダント』にマレフィセント、クルエラ・ド・ヴィル、そして女王と共に登場し、映画の主要な4人のキャラクターの親としてディズニーヴィランズの一員である。マズ・ジョブラニがジャファー役を演じている。映画では、彼はジェイの父親であり、ジェイは父親の店のために物を盗む役割を果たしている。

#### アラジン（2019年）
2019年の実写版では、若い姿で描かれたジャファーは依然として国務大臣だが、彼の過去の盗賊としての青年時代や、アグラバーを利用してシラバード王国を侵略しようとする野心がより強調されている。サルタンの妻であり、ジャスミン王女の故母である女王は、サルタンと結婚する前はシラバードの王女であったとされ、ジャファーが彼女を殺害した可能性があり、それは自分の投獄に対する復讐と、2つの王国の間に戦争を引き起こすためだった可能性がある。この映画では、ジャファーがアラジンの対極として描かれており、2人の盗賊としての過去や社会的地位を向上させたいという欲望が比較されている。アラジンは快適に暮らせるだけのものを望んでいるが、ジャファーは自分よりも上位の存在がいる限り、得たものに満足することはない。この性格の欠点を利用して、アラジンはジャファーに最後の願いとしてジーニーになるように騙し、その結果、ジャファーは閉じ込められ、ジーニーによって魔法の洞窟に投げ込まれる。マーワン・ケンザリがこの役を演じた。

### テレビシリーズ

#### ヘラクレス（TVシリーズ）
『ヘラクレス』のエピソード「ヘラクレスとアラビアンナイト」で、ジャファーは再び復讐を試み、ヘラクレスの宿敵ハデスによって復活させられる。彼は死後、全能の不死身のジーニーとしての地位を失っているが、ハデスは彼に新しいコブラの杖を与え、それを持っている限り、肉体を持つことができる。2人の悪役は、アラジンとヘラクレスを排除するために手を組む。しかし、アラジンの機知とヘラクレスの力によって、ジャファーは最終的に敗北し、永遠にステュクス川に引き込まれる。

#### ハウス・オブ・マウス
ジャファーは『ハウス・オブ・マウス』の多くのエピソードに登場し、しばしば観客として描かれている。エピソード「盗賊ドナルド（Donald's Lamp Trade）」では、ジャファーがドナルドダックを催眠術で操り、ランプを盗ませようとするが、実は彼が欲しかったのは本物の魔法のランプではなく、時計のようなランプだった。また、エピソード「魔法がいっぱい（House of Magic）」では、デイジーが失敗したマジックショーでクラブを消してしまった後、ミッキーがクラブを元に戻すためにジャファーに助けを求め、彼とイアーゴが「ビビディ・バビディ・ブー」の一節を使って呪文をかける場面がある。彼はまた、シリーズの2つのビデオ映画にも登場し、『ミッキーのマジカル・クリスマス/雪の日のゆかいなパーティー』では短い登場シーンがあり、『ミッキーの悪いやつには負けないぞ!』ではディズニーヴィランズのリーダーとして主要な敵役を務める。この最後の映画に触発されたエピソード「ミッキーがしつぎょう（Pete's House of Villains）」では、ジャファーがドナルドに代わってクラブのゴールキーパーとなり、他のアラジンのキャラクターたちがハウス・オブ・マウスに入るのを阻止する。

#### ワンス・アポン・ア・タイム
別のバージョンのジャファーが、『ワンス・アポン・ア・タイム』のスピンオフ作品『ワンス・アポン・ア・タイム・イン・ワンダーランド』に登場する。ナヴィーン・アンドリュースが演じ、彼は赤の女王の同盟者として描かれている。この物語の中で、ジャファーはサルタンの非嫡出子であり、彼のジーニーへの興味は、師匠であり恋人でもあるアマラから始まっている。アマラは、3人のジーニーと2人の魔術師の力を使って魔法の法則を書き換えることができる儀式を発見した。ジャファーは、アマラを裏切り、彼女を自分の蛇の杖に変えて、その力を自分のものにした。
アンドリュースは、スケジュールの都合で『ワンス・アポン・ア・タイム』の第6シーズンで役を再演することができず、オデッド・フェールが彼に代わって出演した。

### コンピュータゲーム

#### キングダム ハーツ シリーズ
ジャファーは『キングダム ハーツ』でマレフィセントの側近の一員として初登場した。ここでは、ハートレスを利用してアグラバーを支配しようと企み、ジャスミン（彼女はセブンプリンセスの1人であるため）とアグラバーのキーホールを探し出そうとする。ジャファーは最終的にアラジンからジーニーのランプを奪い、ジャスミンを誘拐する。ソラ、アラジン、ドナルドダック、そしてグーフィーは彼を追跡し、ジャファーが最初の願いを使って世界のキーホールを明かした後、ワンダーの洞窟で彼と対峙する。ランプの間に到着した一行は、ジャファーが2つ目の願いでジーニーに戦いを助けさせた後に、彼と戦う。ジャファーが敗北した後、最後の願いでジーニーになり再び一行と戦うが、最終的には敗北し、ランプの中に封じられる。
ジャファーの分身が『キングダム ハーツ チェイン オブ メモリーズ』に登場し、ソラの記憶に基づいて再現されている。
『キングダム ハーツII』では、商人がジャファーのランプを見つけ、それがピートの標的となる。ピートはジャファーを自分の支配下に置くためにハートレスにしようとするが、ピートが撃退されるとランプは宮殿で安全に保管される。しかし、その後、商人によってジャファーが解放され、イアーゴに脅しをかけて、ソラと彼の仲間たちを死の危険にさらすよう仕向ける。一行が到着し、イアーゴがジャファーに騙されて犠牲になりながらもアルバンのために償いをする中、ソラはジャファーを倒し、彼は自滅し、その後すぐにランプも消滅する。
『キングダム ハーツ コーデッド』には、ジミニーの記録からデジタル化されたデータに基づいて、データ版のジャファーが登場する。
ジャファーの声は、『キングダム ハーツ』および『キングダム ハーツII』でジョナサン・フリーマンが担当した。

#### その他のゲーム
ジャファーは、モバイルゲーム『ディズニー・ヒーローズ：バトルモード』に登場する。

### ディズニーパークとライブショー
ディズニー・ハリウッド・スタジオ版のナイトタイム・スペクタキュラー「ファンタズミック!」では、ジャファーは女王がミッキーマウスと戦い、彼の想像力を破壊するために召喚する悪役の1人である。ジャファーは、マレフィセント、アースラ、ウギー・ブギーと共に、ウォルト・ディズニー・ワールドのマジック・キングダムで開催されるハロウィンテーマの花火プログラム「ハロウィッシュズ」に登場し、「ミッキーのノット・ソー・スケアリー・ハロウィン・パーティー」でも見ることができる。また、スターキッド・プロダクションによるミュージカル『Twisted』では、ミュージカル『ウィキッド』にインスパイアされた『アラジン』のパロディが描かれ、ジャファーが主役の1人となり、物語はジャファーの視点から語られる。

## キャスト

### 原語版声優
- ジョナサン・フリーマン（英語版）[6]

### 実写版キャスト
- ナヴィーン・アンドリュース（2013年 - 2014年）：『ワンス・アポン・ア・タイム・イン・ワンダーランド』
- オデッド・フェール（2016年 - 2017年）：『ワンス・アポン・ア・タイム』第6シーズン[7]
- マーワン・ケンザリ（2019年）：実写版『アラジン』[8]

### 日本語吹替版声優

#### アニメ版
- 宝田明（1993年 - 2022年）[9]
- 小形満（2024年）
- 大木民夫（1993年）：老人変装時のジャファーを担当。

#### 実写版
- 北村一輝（2019年）：実写版『アラジン』を担当[10]。